# Spirostreptus
Spirostreptus är ett släkte av mångfotingar. Spirostreptus ingår i familjen Spirostreptidae.

## Dottertaxa tillSpirostreptus, i alfabetisk ordning[1]
- Spirostreptus abstemius
- Spirostreptus acicollis
- Spirostreptus aciculatus
- Spirostreptus acutangulus
- Spirostreptus acutanus
- Spirostreptus acutus
- Spirostreptus adumbratus
- Spirostreptus aequalis
- Spirostreptus aguaytianus
- Spirostreptus alligans
- Spirostreptus alticinctus
- Spirostreptus amandus
- Spirostreptus amictus
- Spirostreptus amphibolius
- Spirostreptus amphobolinus
- Spirostreptus amputus
- Spirostreptus anaulax
- Spirostreptus anctior
- Spirostreptus andersoni
- Spirostreptus angolanus
- Spirostreptus angolensis
- Spirostreptus angulicollis
- Spirostreptus angustifrons
- Spirostreptus annulatus
- Spirostreptus antimena
- Spirostreptus arcanus
- Spirostreptus argus
- Spirostreptus armatus
- Spirostreptus asthenes
- Spirostreptus astrictus
- Spirostreptus atoporus
- Spirostreptus atratus
- Spirostreptus audouini
- Spirostreptus bassleri
- Spirostreptus betsilea
- Spirostreptus bidundinus
- Spirostreptus binodifer
- Spirostreptus biplicatus
- Spirostreptus bisulcatus
- Spirostreptus bonifatius
- Spirostreptus bowringii
- Spirostreptus boyoricus
- Spirostreptus brachycerus
- Spirostreptus caicarae
- Spirostreptus californicus
- Spirostreptus cameroonensis
- Spirostreptus carinatus
- Spirostreptus castaneus
- Spirostreptus caudiculatus
- Spirostreptus cavicollis
- Spirostreptus cephalotes
- Spirostreptus chamissoi
- Spirostreptus chinchipus
- Spirostreptus chirographus
- Spirostreptus christianus
- Spirostreptus cinctatus
- Spirostreptus cinctus
- Spirostreptus civilis
- Spirostreptus clathratus
- Spirostreptus clavatus
- Spirostreptus clavipes
- Spirostreptus cluniculus
- Spirostreptus coalitus
- Spirostreptus coarctatus
- Spirostreptus collectivus
- Spirostreptus confusus
- Spirostreptus coniferus
- Spirostreptus consobrinus
- Spirostreptus constrictus
- Spirostreptus contayanus
- Spirostreptus contemptus
- Spirostreptus convolutus
- Spirostreptus coriaceus
- Spirostreptus cornutus
- Spirostreptus corticosus
- Spirostreptus coruscus
- Spirostreptus corvinus
- Spirostreptus costatus
- Spirostreptus crassanus
- Spirostreptus crassicornis
- Spirostreptus cristulatus
- Spirostreptus cultratus
- Spirostreptus curiosus
- Spirostreptus cutipes
- Spirostreptus cycnodes
- Spirostreptus damasus
- Spirostreptus dartevellei
- Spirostreptus dentiger
- Spirostreptus dimidiatus
- Spirostreptus doriae
- Spirostreptus dorsolineatus
- Spirostreptus dorsostriatus
- Spirostreptus dulitianus
- Spirostreptus ehlersi
- Spirostreptus epelus
- Spirostreptus erythropareius
- Spirostreptus erythropleurus
- Spirostreptus everetti
- Spirostreptus everettii
- Spirostreptus excavatus
- Spirostreptus exocoeti
- Spirostreptus falcicollis
- Spirostreptus falciferus
- Spirostreptus falicferus
- Spirostreptus fangaroka
- Spirostreptus fasciatus
- Spirostreptus filum
- Spirostreptus flavicornis
- Spirostreptus flavifilis
- Spirostreptus flavifrons
- Spirostreptus flavofasciatus
- Spirostreptus flavomarginatus
- Spirostreptus foveatus
- Spirostreptus foveolatus
- Spirostreptus fulgens
- Spirostreptus furcata
- Spirostreptus furcatus
- Spirostreptus fuscipes
- Spirostreptus galeanus
- Spirostreptus garambanus
- Spirostreptus geayi
- Spirostreptus gigas
- Spirostreptus glieschi
- Spirostreptus glomeratus
- Spirostreptus gracilipes
- Spirostreptus gracilis
- Spirostreptus graeffei
- Spirostreptus gregorius
- Spirostreptus hamifer
- Spirostreptus hermosus
- Spirostreptus heros
- Spirostreptus heterothyreus
- Spirostreptus hildebrandtianus
- Spirostreptus horridulus
- Spirostreptus horridus
- Spirostreptus hova
- Spirostreptus ibanda
- Spirostreptus ignobilis
- Spirostreptus iheringi
- Spirostreptus iheringii
- Spirostreptus immanis
- Spirostreptus impressopunctatus
- Spirostreptus incertelineatus
- Spirostreptus inconstans
- Spirostreptus indus
- Spirostreptus ineptus
- Spirostreptus inflatannulatus
- Spirostreptus informis
- Spirostreptus insculptus
- Spirostreptus integer
- Spirostreptus interruptus
- Spirostreptus intricatus
- Spirostreptus jerdani
- Spirostreptus julinus
- Spirostreptus kandyanus
- Spirostreptus laevis
- Spirostreptus laticaudatus
- Spirostreptus lemniscatus
- Spirostreptus lepturus
- Spirostreptus leucocephalus
- Spirostreptus limbatus
- Spirostreptus lugubris
- Spirostreptus lunelii
- Spirostreptus macracanthus
- Spirostreptus macrotis
- Spirostreptus macrourus
- Spirostreptus maculatus
- Spirostreptus makarius
- Spirostreptus malabaricus
- Spirostreptus manyemanus
- Spirostreptus marginatus
- Spirostreptus marginescaber
- Spirostreptus maritimus
- Spirostreptus marus
- Spirostreptus mathematicus
- Spirostreptus medjensis
- Spirostreptus meinerti
- Spirostreptus melanopus
- Spirostreptus mellitus
- Spirostreptus mentaveinsis
- Spirostreptus meracus
- Spirostreptus micromelas
- Spirostreptus micus
- Spirostreptus mitellatus
- Spirostreptus modestus
- Spirostreptus molleri
- Spirostreptus montanus
- Spirostreptus montivagus
- Spirostreptus moseleyi
- Spirostreptus msalaensis
- Spirostreptus multiplicatus
- Spirostreptus multisulcatus
- Spirostreptus nattereri
- Spirostreptus nebularius
- Spirostreptus nigrolabiatus
- Spirostreptus notatus
- Spirostreptus nutans
- Spirostreptus oatesi
- Spirostreptus opistheurys
- Spirostreptus orellanus
- Spirostreptus ornatus
- Spirostreptus pachyurus
- Spirostreptus pancratius
- Spirostreptus paraensis
- Spirostreptus pardalis
- Spirostreptus patruelis
- Spirostreptus perakensis
- Spirostreptus perfidelis
- Spirostreptus perfidus
- Spirostreptus perlucens
- Spirostreptus phthisicus
- Spirostreptus pictus
- Spirostreptus plananus
- Spirostreptus plicaticollis
- Spirostreptus plicatulatus
- Spirostreptus plumaceus
- Spirostreptus politus
- Spirostreptus ponderosus
- Spirostreptus praetextus
- Spirostreptus pratextus
- Spirostreptus princeps
- Spirostreptus procerus
- Spirostreptus pseudofuscipes
- Spirostreptus puncticaudus
- Spirostreptus punctilabrum
- Spirostreptus punctulatus
- Spirostreptus pygidialis
- Spirostreptus pyrocephalus
- Spirostreptus pyrrhozonus
- Spirostreptus regis
- Spirostreptus repandus
- Spirostreptus rolini
- Spirostreptus rostratus
- Spirostreptus rotundanus
- Spirostreptus rubripes
- Spirostreptus rugifer
- Spirostreptus ruralis
- Spirostreptus rusticus
- Spirostreptus rutilans
- Spirostreptus sakalava
- Spirostreptus sanctus
- Spirostreptus sanguineus
- Spirostreptus scaliger
- Spirostreptus sculptus
- Spirostreptus sebae
- Spirostreptus sebastianus
- Spirostreptus segmentatus
- Spirostreptus selenoderus
- Spirostreptus semicinctus
- Spirostreptus semicylindricus
- Spirostreptus semiglobosus
- Spirostreptus semilunaris
- Spirostreptus sepia
- Spirostreptus servatius
- Spirostreptus setosus
- Spirostreptus sicarius
- Spirostreptus sinuaticollis
- Spirostreptus solitarius
- Spirostreptus specificus
- Spirostreptus spirobolinus
- Spirostreptus splendidus
- Spirostreptus stenorhynchus
- Spirostreptus strangulatus
- Spirostreptus striatus
- Spirostreptus strongylopygus
- Spirostreptus stuhlmanni
- Spirostreptus stylifer
- Spirostreptus suavis
- Spirostreptus subpartitus
- Spirostreptus subsericeus
- Spirostreptus sugillatus
- Spirostreptus sulcanus
- Spirostreptus sulcicollis
- Spirostreptus syriacus
- Spirostreptus teres
- Spirostreptus tetricus
- Spirostreptus thalpogenitus
- Spirostreptus tiburtius
- Spirostreptus torquatus
- Spirostreptus triangulicollis
- Spirostreptus trichogonus
- Spirostreptus triculcatus
- Spirostreptus trilineatus
- Spirostreptus tripartitus
- Spirostreptus tristis
- Spirostreptus trunculatus
- Spirostreptus tschudii
- Spirostreptus tumidens
- Spirostreptus tumuliporus
- Spirostreptus typotopyge
- Spirostreptus ucayalus
- Spirostreptus unicolor
- Spirostreptus wahlbergi
- Spirostreptus ventralis
- Spirostreptus vermiculus
- Spirostreptus versicolor
- Spirostreptus vittatus
- Spirostreptus voeltzkowi
- Spirostreptus woodi
- Spirostreptus vulgatus
- Spirostreptus xanthodactylus
- Spirostreptus xanthopus
- Spirostreptus yambatanus